# Ted Williams (Baseballspieler)
Theodore Samuel „Ted“ Williams geb. als Teddy Samuel (* 30. August 1918 in San Diego, Kalifornien; † 5. Juli 2002 in Inverness, Florida) war ein US-amerikanischer Baseballspieler und -manager in der Major League Baseball (MLB). Seine Spitznamen waren The Kid, The Thumper, The Splendid Splinter und Teddy Ballgame. In seiner Geburtsurkunde ist Teddy Samuel als Vorname eingetragen.

## Leben
Ted Williams wuchs in San Diego in Kalifornien auf. Dort besuchte er die Herbert Hoover High School und spielte dort auch Baseball. Schon in seiner Jugend äußerte er den Wunsch, einmal der größte Schlagmann im Baseball zu werden. Nach seinem Abschluss an der High School spielte er im Minor League Baseball für die San Diego Padres und die Minneapolis Millers.
1939 gab er sein Debüt für die Boston Red Sox in der American League. Am 20. April bestritt der Leftfielder sein erstes Spiel im Yankee Stadium gegen die New York Yankees. Gegen Red Ruffing gelang ihm gleich in seinem ersten Spiel ein Double. Die Saison beendete er mit einem Schlagdurchschnitt von .326 (32,6 %), 31 Home Runs und 145 RBI. In der Kategorie RBI führte er die American League in dieser Saison an.

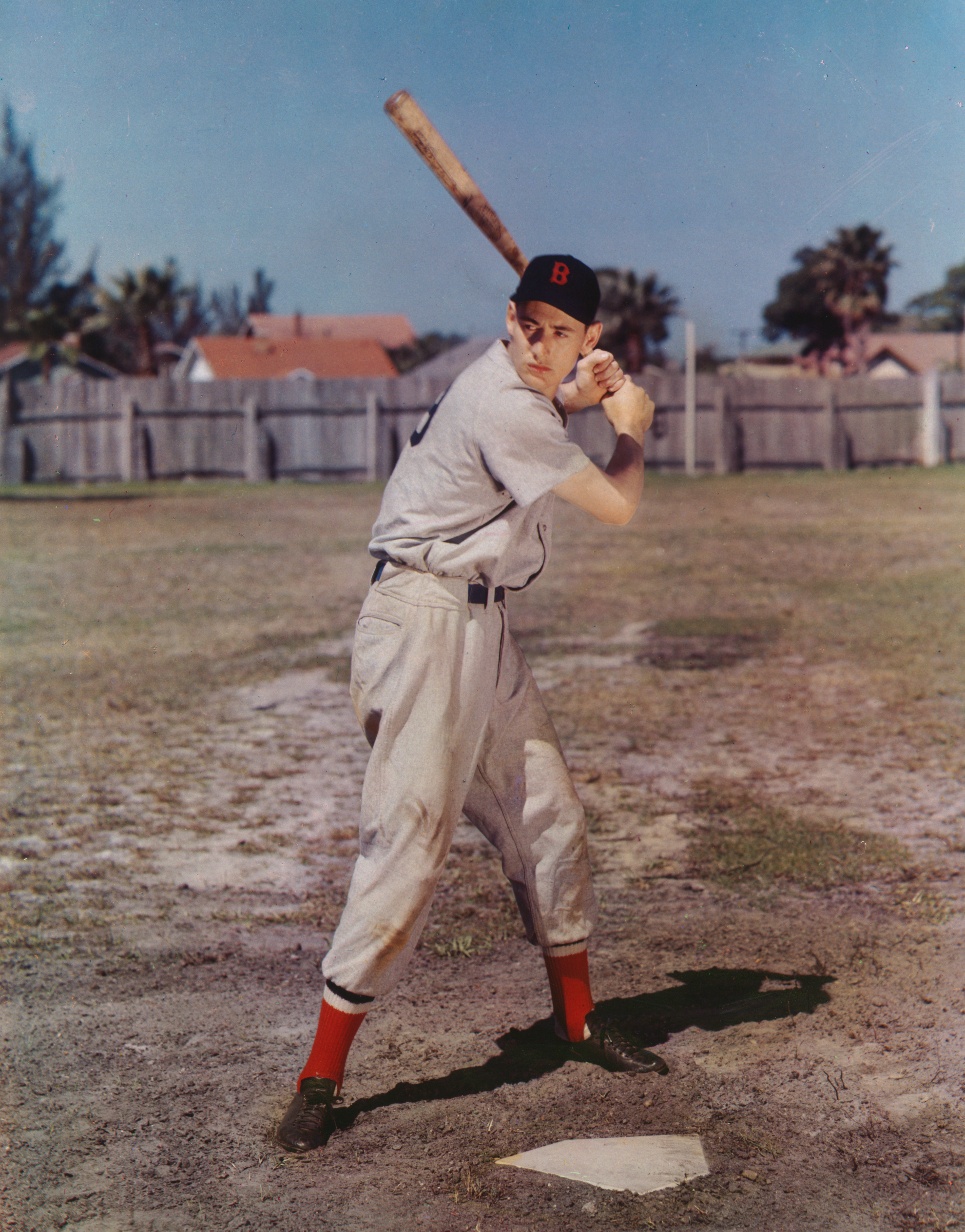
Williams (1940)

Seine individuell beste Saison hatte Ted Williams 1941. Im Alter von 23 Jahren erreichte er einen Schlagdurchschnitt von .406 (40,6 %), er war der erste Spieler seit Bill Terry 1930, der die .400 (40 %)-Marke übertraf. Bis heute schaffte es kein Spieler nach Williams, diese Marke zu übertreffen. Vor dem letzten Spieltag stand sein Durchschnitt bei .39996 (39,996 %) und wäre auf .400 (40 %) aufgerundet worden, wäre Williams nicht mehr angetreten. Sein Manager Joe Cronin stellte ihm frei, ob er am Doubleheader des letzten Spieltages antreten wolle oder nicht, um seinen Schlagdurchschnitt zu behalten und nicht eventuell zu verschlechtern. Ted Williams trat in beiden Spielen an und hatte sechs Hits bei acht Schlagauftritten und verbessert seinen Schnitt sogar noch. Mit 37 Home Runs führte er auch diese Statistik an. Trotz solcher herausragenden Leistungen stand Joe DiMaggio mit seiner Serie von 56 Spielen in Folge mit einem Basehit mehr im Vordergrund bei der Presse und der Öffentlichkeit. 1942 gewann Williams seine erste Triple Crown als Schlagmann, er führte die Liga in den Kategorien Schlagdurchschnitt (.356 (35,6 %)), Home Runs (36) und RBI (137) an.
Nach dieser Saison verließ Ted Williams für drei Spielzeiten die Red Sox und nahm am Zweiten Weltkrieg als Pilot der US-Marines teil. 1946 kehrte er in die Major League zurück und wurde zum MVP der American League gewählt. In diesem Jahr gewannen die Red Sox auch den Titel in ihrer Liga und trafen in der World Series auf die St. Louis Cardinals. Die Cardinals siegten in sieben Spielen, Ted Williams gelangen in seiner einzigen World Series nur fünf Singles bei 25 Schlagauftritten. 1947 gewann er seine zweite Triple Crown, 1949 gewann er seinen zweiten Titel als MVP. Wie schon bei seiner ersten Triple Crown wurde wiederum Joe DiMaggio zum MVP der Saison gewählt, allerdings nur mit einer Stimme Vorsprung. 1952 und 1953 konnte Williams wieder keine komplette Saison spielen, da er auch im Koreakrieg eingesetzt wurde. In Korea flog er 53 Einsätze. Williams ist einer der wenigen Baseballspieler, der seine Laufbahn zweimal wegen des Militärdienstes unterbrechen musste.
Sein letztes Spiel für die Boston Red Sox bestritt Ted Williams am 28. September 1960. In seinem letzten Schlagauftritt gelang ihm im Fenway Park vor nur 10.454 Zuschauern ein Home Run gegen Jack Fisher von den Baltimore Orioles. Insgesamt war dies der 521. Home Run seiner Karriere. Sein Karriereschlagdurchschnitt betrug .344 (34,4 %). Seine Leistungen als Schlagmann waren überragend, aber als Feldspieler war Williams nur durchschnittlich. Bei der Bewertung der Karriere von Ted Williams ist zu bedenken, dass er fünf Spielzeiten lang nicht zum Einsatz gekommen ist, da er als Marine im Zweiten Weltkrieg bzw. in Korea gedient hat.
1957 wurde Williams mit der Sportler des Jahres-Auszeichnung von Associated Press geehrt. 1966 wurde er in die Baseball Hall of Fame aufgenommen. 
Von 1969 bis 1972 arbeitete Williams noch als Manager bei den zweiten Washington Senators. Deren erstes Jahr in Texas als Rangers war Williams letztes Jahr als Manager.
Ted Williams widmete sich nach dem Baseball intensiv seiner zweiten Leidenschaft, dem Fischen. Auch hier wurde er in die Fishing Hall of Fame aufgenommen. Bei der Wahl der hundert besten Baseballspieler des Jahrhunderts der Zeitschrift The Sporting News landete er auf dem achten Platz. In seinen letzten Jahren hatte Williams mit Herzproblemen zu kämpfen, an deren Folgen er 2002 im Alter von 83 Jahren starb. Nach seinem Tod kam es zu Streitigkeiten in der Familie über die Art und Weise der Bestattung. Nach seinem Tod ließ er sich bei der Alcor Life Extension Foundation in Arizona einfrieren.